# Marco Cannone
Pour les articles homonymes, voir Cannone.
Marco Cannone (né le 24 février 1974 à Milan,) est un coureur cycliste italien, professionnel entre 1998 et 2001. Bon sprinteur, il a remporté une étape du Tour du Limousin en 1999. 
Son cousin Sabino Fausto a également été cycliste professionnel.

## Palmarès
- 1996
  - Milan-Busseto
  - 3e étape du Circuito Montañés
  - Coppa Stignani
  - 2e du Giro delle Tre Province
- 1997
  - Trofeo Pina e Mario Bazzigaluppi
  - 7e étape du Baby Giro
  - Gran Premio della Possenta
- 1999
  - 1re étape du Tour du Limousin